# ウィーラー・ドライデン
ウィーラー・ドライデン（Wheeler Dryden, 1892年8月31日 - 1957年9月30日）は、イギリスの俳優、映画監督。喜劇王チャールズ・チャップリン（以降チャーリー）およびチャーリーの異父兄で俳優、コメディアン、マネージャーおよび実業家の「シド」シドニー・チャップリンの異父弟である。
生後間もなくシドニー、チャーリーと生き別れ、チャーリーが世界的な著名人となってから再会する。俳優や監督業の傍らでシドニーとともにチャーリーの片腕として活躍し、チャーリーに関する資料を片っ端から保管するほどチャーリーを崇拝していた。しかし、「赤狩り」のかどでチャーリーがアメリカから締め出されたあとはFBIにおびえるようになり、一種の不安障害となった末に亡くなった。

## 生涯
ウィーラー・ドライデン、本名ジョージ・ウィーラー・ドライデンは1892年8月31日、ロンドンブリクストン区に生まれる。母親のハンナ・チャップリンは夫で俳優のチャールズ・チャップリン・シニア（以降チャールズ）がアメリカ巡業などで家を開けがちなのをいいことに、チャールズの芸人仲間であるレオ・ドライデンと不倫関係になった。レオとの不倫の末に生まれたのが、ウィーラーである。ウィーラーの回想ではハンナとレオは数年間夫婦同様の生活をしていたようであるが、シドニーとチャーリーの記憶からはレオは抜け落ちている。不倫の末とはいえ、同棲は生活にも多少の余裕をもたらしていたが、間もなく不倫関係は冷める。1893年春、レオは家に上がりこんでウィーラーを連れて行き、以降30年近くにわたってウィーラーはシドニーとチャーリーの前から姿を消すこととなる。
1917年初秋、女優エドナ・パーヴァイアンスのもとに一通の手紙が届く。ウィーラーが当時滞在していたインド帝国ボンベイから出したもので、チャーリーに何度も手紙を出したものの梨のつぶてであったために、エドナに出してチャーリーに取り次いでもらおうとしたものである。この手紙には、シドニーとチャーリーの前から姿を消してからのウィーラーの動向も一応書かれており、それによればウィーラーは1912年1月にレオの一座とともにインドに来演し、ここでウィーラーは別の一座に移って日本や中華民国を含むアジア各地を巡業して回ったとされている。出生に関してはレオが沈黙していたためになかなか知ることができなかったが、1915年に入って、レオからの手紙によって自分が映画界の人気者チャーリーの弟であること、自分とシドニーが私生児であることを知る。ウィーラーはさらに、「チャーリー」の扮装をしている写真を手紙に同封し、チャーリーの弟であることは嘘ではないことを知ってもらおうとした。エドナの取次があったのか、シドニーとチャーリーはウィーラーに対して返事を書いたようであるが、再会までには少し間が空くこととなる。
1918年、ウィーラーはアメリカの土を踏み、翌1919年にニューヨークでグレイ・シール・プロダクションを立ち上げ、舞台に加えて映画も手掛けるようになる。ハリウッドでは、アメリカに移り住んできたハンナと約30年ぶりに再会する。長らく精神的な病気を患っていたハンナであったが、久しぶりに顔を合わせたウィーラーをしっかり覚えており、お茶を勧めた。1923年12月12日には、ロサンゼルスのイーガン・シアターでジョージ・アペルとともに製作した舞台『疑惑』が初演を迎えた。シドニーがイギリスの映画界に進出した際も手助けを行っていたが、チャーリーと深くかかわるようになるのはずっと遅く、1939年に『独裁者』製作に際して助手としてスタッフ入りしたのが最初であった。『独裁者』ではもっぱら撮影日誌の執筆を担当。次の『殺人狂時代』には助監督としてかかわる。『ライムライト』でも助監督してクレジットされたが、実際には、ガス自殺を図ったテリー（クレア・ブルーム）を診察する医者の役で出演した以外には作品にはかかわらなかった。この『ライムライト』製作時に、ウィーラーとチャーリーの間柄が初めて公にされた。この間の1936年にアメリカ国籍を取得した。
しかし、『ライムライト』製作後からウィーラーの人生は暗転する。ロンドンでの『ライムライト』のワールド・プレミアのためにアメリカを離れたチャーリーは事実上の再入国禁止令によりアメリカから締め出された。このことは、ウィーラーに「見捨てられた」と思わせるには十分であった。ウィーラーは極端にFBIを恐れるようになり、恐怖感からFBIが自分の食べ物に毒を盛っているとさえ思いこんだりもした。やがてウィーラーは家に引きこもるようになり、見かねた親類が時々家の外に連れ出したりもしたが、「親類に見捨てられるのでは」という恐怖に駆られるあまり、通りの名前をいちいちメモする始末であった。ウィーラーはノイローゼの末、1957年9月30日に亡くなった。65歳没。ウィーラーはハリウッド記念墓地に埋葬されている。

### 人物
映画史家のデイヴィッド・ロビンソンは、ウィーラーの人物像を「謹厳で神経質」と表現しているが、ことに神経質の面ではあまりにも細部にこだわるあまりにチャーリーに怒られるほどであった。チャーリーへの崇拝ぶりも尋常ではなく、撮影現場では常に距離を置いてチャーリーの気を散らさないよう注意を払うことや身のまわりの物や果物を差し入れることは朝飯前で、撮影で発生したものは何でも拾い集めて持ち帰っていた。収集癖によって集められた「聖遺物」的な品々は自宅にぎっしりと押し詰められており、ウィーラーの没後にその多くは処分された。処分から逃れたわずかな品々はやがてオークションなどで世に出回るようになり、ウィーラーのコレクションの一部とみなされている『モダン・タイムス』や『独裁者』、『殺人狂時代』のセットのために描かれたデザイン画は、チャーリーの作品の研究に供されている。もっとも、過度の収集癖は周囲に理解されることはなかった。ウィーラーは『独裁者』製作の前、1938年にラジオシティ・ミュージックホールのダンサーだったアリス・チャップルと結婚したが、「聖遺物」の収集が原因で1943年に離婚した。ロック・バンド「ジェファーソン・エアプレイン」のドラマーだったスペンサー・ドライデンは、アリスとの間に生まれた一人息子である。家庭を犠牲にしてまでチャーリーに忠誠を尽くしたウィーラーではあったが、チャーリーが執筆した『自伝』では無視された。
役者としてのウィーラーは「古いタイプの舞台俳優の雰囲気と発声法を保ち続け」、「シェイクスピア役者の堂々たる物腰」と持っていたと評価されている。『ライムライト』で医者の役で出演したほか、『独裁者』では翻訳者として声の出演、『殺人狂時代』では営業担当の役として出演している。チャーリーのほかには、1922年の "Mud and Sand" でスタン・ローレルと共演している。また、シドニー主演の1928年作品"A Little Bit of Fluff"では監督・脚本を務めている。ほかには、1921年の"False Women"に出演。